# Monte Vulture
El Vulture es un volcán extinto de Italia, que se encuentran 56 km al norte de la ciudad de Potenza en la región italiana de Basilicata, parte septentrional de la provincia de Potenza. Como un accidente geográfico prominente, dio su nombre a la zona de Vulture, la zona vitivinícola más destacada de Basilicata que cultiva el vino con DOC Aglianico del Vulture.
La montaña, que alcanza los 1.327 m de altitud, se alza en posición norte, noreste respecto a los montes Santa Croce (1.407 m), Pierno (1.268 m), Caruso (1.228 m) y Costa Squadra (1.342 m), de los cuales está separada por el arroyo Atella, emisario del río Ofanto.
Es único entre los grandes volcanes italianos debido a su ubicación al este de la cordillera de los Apeninos. En la cumbre hay una caldera, conocida como Valle dei Grigi, cuyos orígenes precisos son objeto de controversia.

## Historia volcánica
Las más antiguas erupciones del volcán acontecieron alrededor de hace un millón de años, la actividad explosiva produjo ignimbrita. Esta fase terminó hace alrededor de 830.000 años, cuando la naturaleza de la actividad cambió a una mezcla de erupciones piroclásticas y efusivas, de lava que formaron la montaña y que pueden datarse de hace alrededor de 500.000 años. Una de las explicaciones ofrecidas para el Valle dei Grigi es que es el resultado del hundimiento de un sector de la montaña, como ocurrió en la erupción del Monte Santa Helena en 1980 y la erupción de 1792 del monte Unzen.
La fase más reciente implicó mayores flujos de lava y el crecimiento de domos de lava en el Valle dei Grigi, incluyendo la formación de dos calderas. La actividad más reciente se cree que fueron explosiones freatomagmáticas hace alrededor de 40.000 años que produjeron maars y pequeñas surgencias frías.

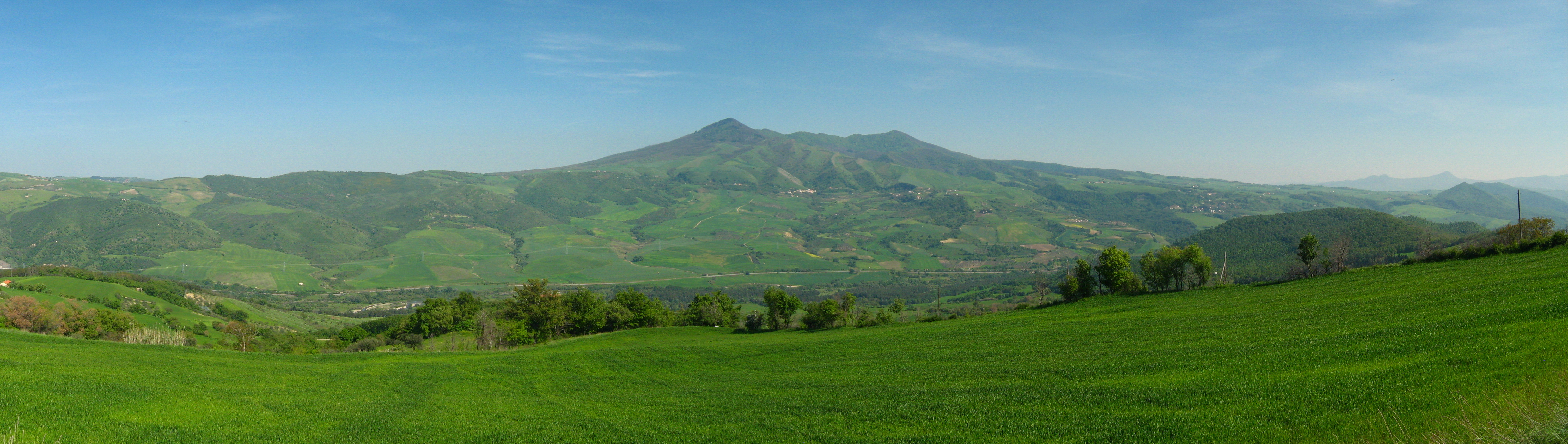
Vista panorámica del Monte Vulture